# لويس جولييه
لويس جولييه (بالفرنسية: Louis Jolliet)‏ (21 سبتمبر 1645 – شوهد آخر مرة في مايو 1700) هو مستكشف فرنسي كندي عرف باكتشافاته في أمريكا الشمالية. كان جولييه ورفيقه، الكاهن والمبشر اليسوعي جاك ماركيت، أول أوربيين يستكشفان نهر المسيسيبي ويضعان خريطة له في عام 1673.

## بدايات حياته
ولد جولييه في عام 1645 في بوبريه، وهي مستوطنة فرنسية بالقرب من مدينة كيبيك.  توفي والده عندما كان عمره سبع سنوات، ثم تزوجت والدته من تاجر ناجح. امتلك زوج أم جولييه أرضا على جزيرة أورليان، وهي جزيرة تقع في نهر سانت لورانس في كيبيك، وكانت موطنا للأمم الأولى. قضى جولييه معظم وقته هناك، ويُرجح أنه بدأ بتحدث لغات السكان الأصليين في سن مبكرة. خلال فترة طفولته، كانت كيبيك مركز تجارة الفراء الفرنسية. كان السكان الأصليون جزءًا من الحياة اليومية في كيبيك، وتعلم جولييه الكثير عنهم. دخل المدرسة اليسوعية وركز على الدراسات الفلسفية والدينية، حيث أراد أن يصبح كاهنا.  كما درس الموسيقى وأتقن آلة الهاربسيكورد وأرغن الكنيسة. ومع ذلك قرر أن يترك المعهد الديني وهو شاب ويسعى نحو تجارة الفراء. كان يتقن اللغات وتحدث الفرنسية والإنجليزية والإسبانية.

## استكشاف أعالي الميسيسيبي

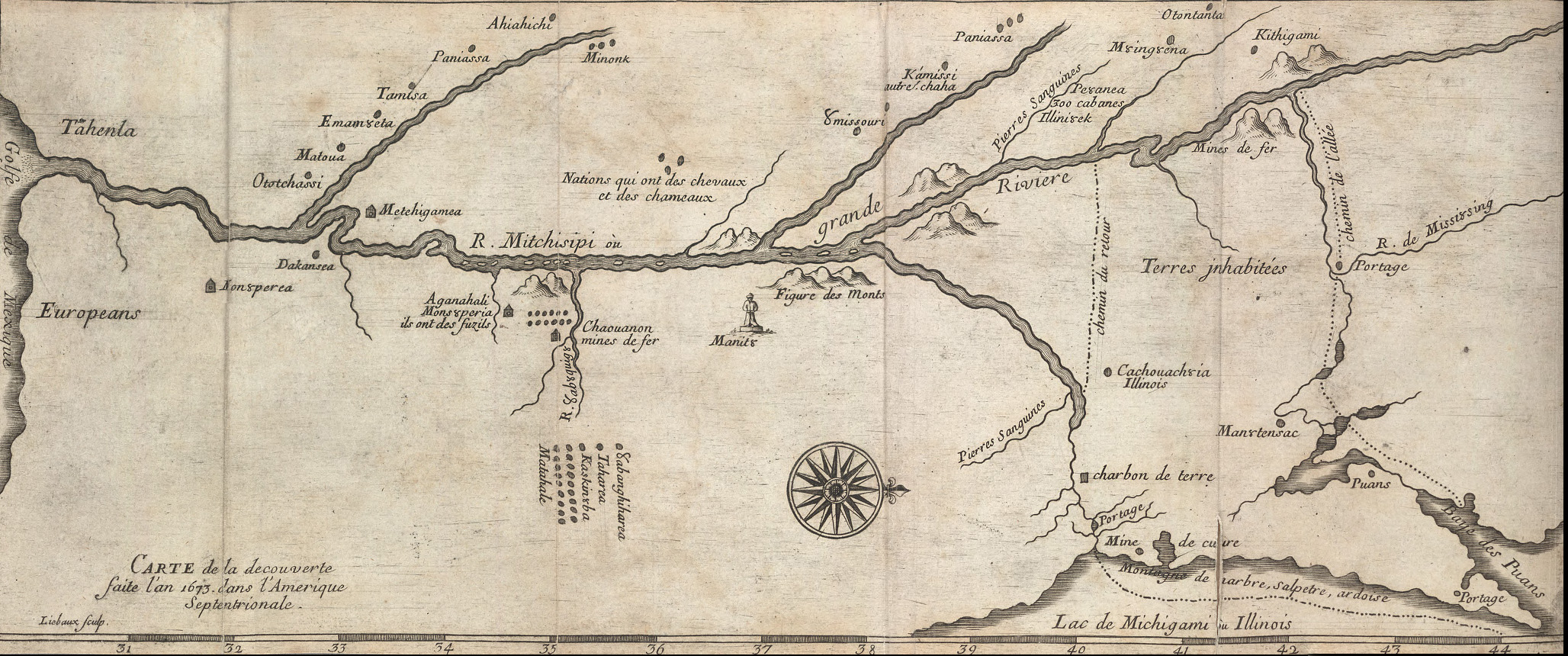
خريطة من حوالي العام 1681 توضح رحلة ماركيت وجولييه في عام 1673.

كان إرناندو دي سوتو أول أوروبي يدون ملاحظة رسمية عن نهر المسيسيبي عندما اكتشف مدخله الجنوبي في عام 1541، ولكن كان جولييه وماركيت أول من حدد موقعه الأعلى، وسافرا على معظم مجراه، وذلك بعد حوالي 130 سنة. كان دي سوتو قد أطلق على النهر اسم ريو ديل إسبيريتو سانتو (أو نهر الروح القدس)، لكن القبائل على طول النهر كانت تسميه «ميسيسيبي» باختلافات في الاسم.
في 17 مايو 1673، غادر جولييه وماركيت من سانت إغناس في ميشيغان مع زورقين وخمسة ملاحين من أصل فرنسي هندي (يدعون اليوم ميتيس). تبعت المجموعة ساحل بحيرة ميشيغان حتى نهاية غرين باي. ثم قاموا بالتجديف نحو المنبع (لكن جنوبًا) على نهر فوكس إلى الموقع الذي يُعرف الآن باسم بورتاج، ويسكونسن. وهناك، قاموا بحمل قواربهم ومعداتهم على مسافة تقل قليلاً عن ميلين من خلال غابة البلوط والأهوار إلى نهر ويسكونسن. وفي النهاية بنى الأوروبيون موقعًا تجاريًا في أقصر طريق مريح بين البحيرات العظمى ونهر المسيسيبي. في 17 يونيو، انطلقت زوارق الكاياك في نهر المسيسيبي قرب منطقة برايري دو شين الحالية.
سافرت حملة جولييت ماركيت إلى أسفل نهر المسيسيبي على بعد 435 ميلاً (700 كم) من خليج المكسيك. عادوا إلى الشمال عند مصب نهر أركنساس. عند هذه النقطة، قابلوا هنودا يحملون بضائع أوروبية، وقلقوا من مواجهة محتملة مع المستكشفين أو المستعمرين الإسبان.  ثم عادوا أدراجهم عبر نهر ميسيسيبي إلى مصب نهر إلينوي، وأرشدهم الهنود الحلفاء إلى طريق أقصر نحو البحيرات العظمى. أبحر الرحالة نحو منبع نهر إلينوي، ثم انعطفوا عند أحد روافده وهو نهر ديس بلاينز بالقرب من مدينة جوليت الحالية في إلينوي. ثم استمروا عبر نهر دي بلاين، وقاموا بتخزين الزوارق والمعدات في مرفأ شيكاغو. ثم تبعوا مجرى نهر شيكاغو حتى وصلوا إلى بحيرة ميشيغان بالقرب من موقع شيكاغو الحديث. بقي الأب ماركيت في مركز القديس فرنسيس كزافييه التبشيري في الطرف الجنوبي من غرين باي، والتي وصلوا إليها في أغسطس. عاد جولييه إلى كيبيك ليروي عن اكتشافاته.
عاد ماركيت إلى ما أصبح لاحقا أرض إلينوي في أواخر عام 1674. وأصبحا أول أوروبيين يقضيان الشتاء في ما أصبح مدينة شيكاغو. 

## السنوات اللاحقة
تزوج جولييه من كلير فرانسواز بيسو دي لا فالتري، وهي نبيلة فرنسية كندية. في عام 1680، مُنح جولييه جزيرة أنتيوير (أو جزيرة أنتيكوستي) حيث أنشأ حصنًا ووضع به جنودا. في عام 1693، تم تعيينه منصب ماسح مسطحات مائية ملكي، وفي 30 أبريل 1697، تم منحه إقطاعية جنوب غرب مدينة كيبيك والتي سماها جوليست.
في عام 1694، أبحر من خليج سان لورانس شمالا على طول ساحل لابرادور حتى منطقة زوار، واستمرت الرحلة خمسة أشهر ونصف. وسجل تفاصيل الأرض والملاحة وكتب عن شعب الإنويت وعاداتهم. وكانت مذكراته عن الرحلة أقدم دراسة تفصيلية معروفة لساحل لابرادور من مضيق بيل إيل إلى زوار.
في مايو 1700، غادر لويس جولييه إلى جزيرة أنتيكوستي ويعتقد أنه توفي في الرحلة. عُقد قداس على روحه في 15 سبتمبر 1700. لم يُعثر على جثته أبداً، ولا يزال مكان وتاريخ وفاته مجهولاً. 
كان جولييه أحد أوائل الأوروبيين الذين ولدوا في أمريكا الشمالية الذين تم تذكرهم لاكتشافاتهم المهمة. لا توجد صورة حقيقية عنه من تلك الفترة، ويتم تصويره غالباً وهو يرتدي ملابس رجال الحدود مثل قبعة الفرو، أو قد يُصوّر بصورة مناقضة وهو يرتدي ثياب النبلاء الأوروبيين بما كان يملك من جاه وثروة رغم عيشه في المجتمع الاستعماري.

## الإرث

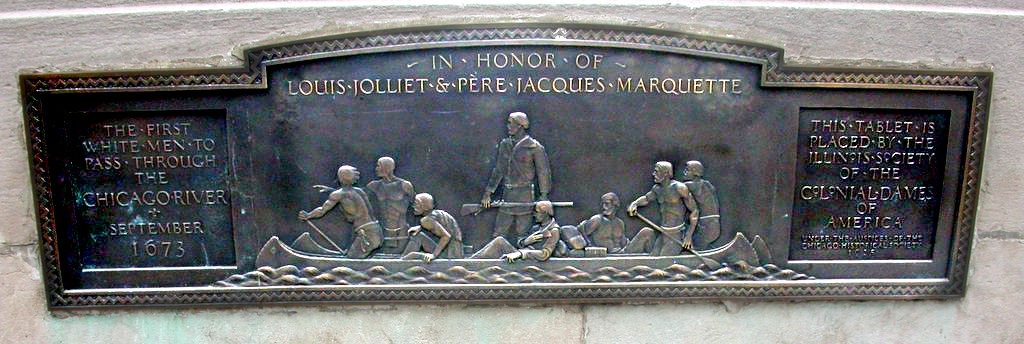
لوحة تكرم جولييه في شيكاغو.

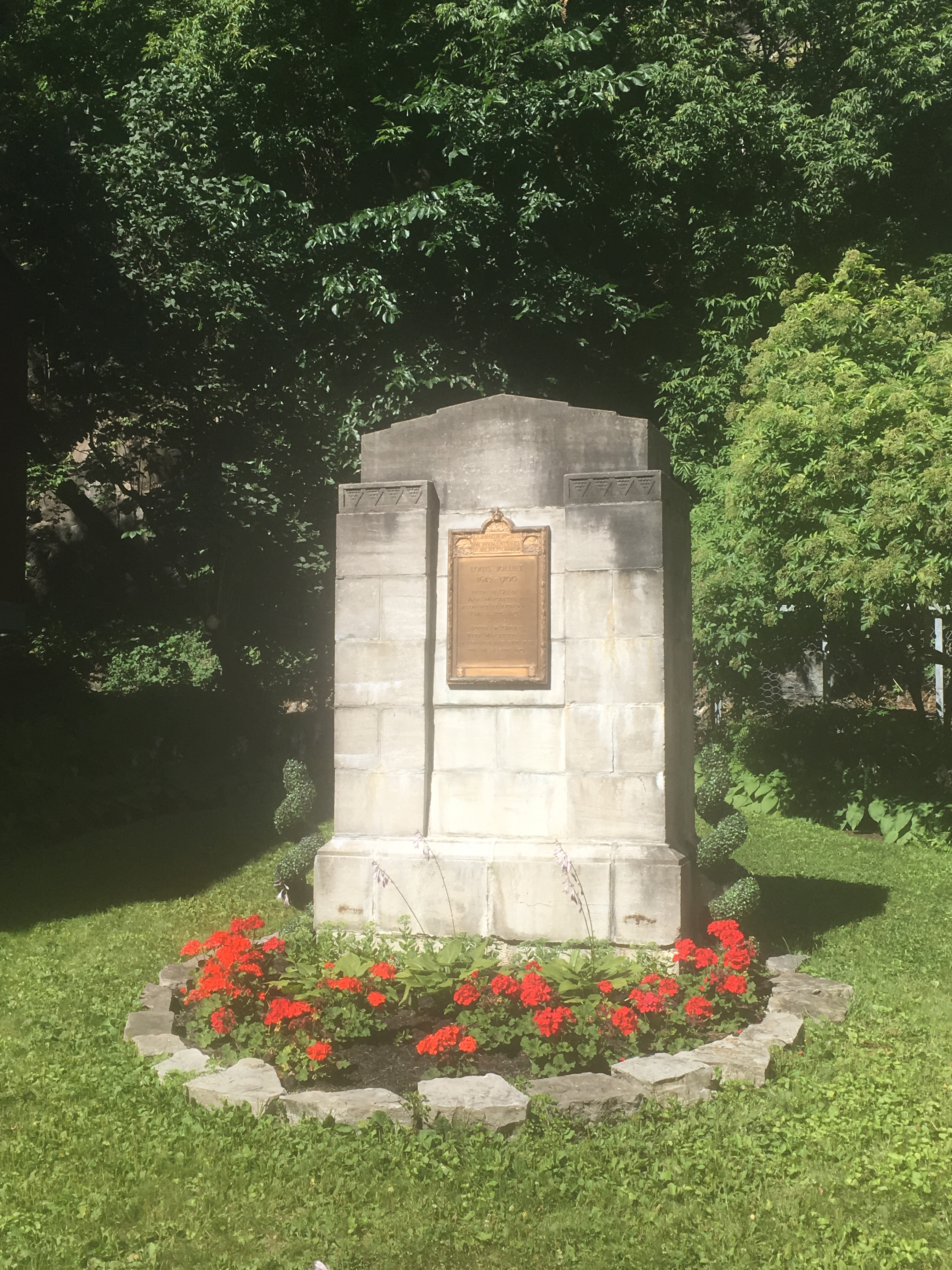
نصب تذكاري لجولييه في مدينة كيبيك.

يظهر إرث جولييه الرئيسي واضحا في وسط غرب الولايات المتحدة وكيبيك، ومعظمها أسماء جغرافية، بما في ذلك مدن جوليت، إلينوي وجوليت، مونتانا وجولييت، كيبيك (أسسها أحد أبناء نسله، وهو بارتيليمي جولييت).
تعكس الاختلافات العديدة في تهجئة اسم "Jolliet" شيوع الأمية أو ضعف القراءة والكتابة في تلك الفترة، ولم تكن التهجئة موحدة كما اليوم.  يعيش أحفاد جولييت في أنحاء شرق كندا والولايات المتحدة.
زهرة لويس جولييه، والتي طورتها هيئة الزراعة والأغذية الكندية، سميت عليه.  كما سمي عليه فريق جولييه من الطلاب العسكريين في كلية سان جان العسكرية الملكية في مقاطعة كيبيك. وسميت عليه سفينة سياحية تبحر من مدينة كيبيك.

## وصلات خارجية
- لويس جولييه على موقع الموسوعة البريطانية (الإنجليزية)
- Jolliet 1645-1700
- Biography at the Dictionary of Canadian Biography Online